# Bundesautobahn 114
Bundesautobahn 114 (em português: Auto-estrada Federal 114) ou A 114, é uma auto-estrada na Alemanha.
A Bundesautobahn 114 tem 7 km de comprimento.

## Estados
Estados percorridos por esta auto-estrada:
- Berlin